# Friedrich Bernhard Bunte
Friedrich Bernhard Bunte, bekend als F.B. Bunte, (Lippstadt, 28 september 1800 – Amsterdam, 13 september 1881) was een Nederlands violist en dirigent van Duitse komaf.
Hij had in Johan Friedrich Bunte een muzikale vader. Zijn moeder was Charlotte Elisabeth Vieregge, die in het kraambed stierf. Halfbroer Lodewijk August Bunte (1808-1830) was eveneens voor korte tijd violist. Hij was getrouwd met Cornelia Margaretha Stoopendaal.
Hij kwam rond 1807 aan de hand van zijn vader naar Amsterdam en werd in 1819 aangesteld als violist, concertmeester en later als orkestdirecteur van de toenmalige Stadsschouwburg. Van zijn hand verscheen tijdens de Belgische Opstand Voorwaarts! Voorwaarts!, dat nog gezongen werd door Willem Pasques de Chavonnes Vrugt. Een ander patriottisch lied van hem was Onze braven op de grenzen. Hij werd na verloop van tijd muziekdocent en volgde zijn muzikale vriend Johannes van Bree op in functies aan Cecilia en Felix Meritis.
Een van zijn leerlingen was Johan Francis Arnold Theodor Dahmen.